# 上北平野
上北平野（かみきたへいや）は、本州の北東部、青森県の南東部にある平野である。太平洋に面し、東が低く西の標高が高い。大部分が台地で、その一部を三本木原という。

## 概要
東に太平洋に面し、西は奥羽山脈の東にある三戸丘陵に接する。北は下北丘陵、南は北上山地の北にある二戸丘陵で区切られる。南北50キロメートル、東西30キロメートル。日本の平野として狭くないのだが、低地が少なく台地が広いのが特徴で、農業にとって用水に難があった。台地のうち、十和田市、六戸町、おいらせ町に広がるところを三本木原という。平野を流れる主な川には、北から高瀬川（七戸川）、奥入瀬川、馬淵川がある。小川原湖は高瀬川の途中にはさまる海跡湖である。これらの川沿いに河岸段丘が作られ、河口近くに沖積低地が開かれている。

## 地形とその形成史
平野を構成する海成段丘の中では、野辺地町中心部の東、東北町の中央部に広がる標高140メートルから100メートルの段丘がもっとも高く古く、地質学では袋町面と呼ぶ。現在では浸食が進んで低い丘陵地になっており、針葉樹林でおおわれている。
次の七百（しちひゃく）面と天狗岱（てんぐたい）面は、それぞれ南北に分かれて分布する。七百面は標高100メートルから60メートル、天狗岱面は標高60メートルから40メートルである。北は小川原湖の西方にある東北町北部を占める。南は奥入瀬川より北の六戸町、おいらせ町西部である。いくらか浸食が進んだ台地で、浸食が進まない平坦面は畑、小さな谷に刻まれて傾斜が多いところでは林になっている。
上述の台地は数十万年前の第四紀更新世に作られたものだが、西に隣りあう十和田市とその北の七戸町の台地は、数万年前に噴火した十和田火山の火砕流に由来する堆積物で覆われている。七戸町東部から十和田市北東部まで広がる七戸面が約2万5千年前、十和田市南東部の十和田面が約1万3千年前に作られた。
いちばん低く新しい段丘が、高館（たかだて）面で、標高45メートルから10メートルで分布する。海岸にそって南北に広がり、小川原湖の南では西に13キロメートル以上内陸に入る。三沢市、おいらせ町東部、東北町南部はこの段丘にある。七百面と天狗岱面を南北に分断するのは、この面である。約10万年前より後にできた。あまり浸食が進まず、広い平地が水田や畑として利用されている。三沢市の市街地や飛行場もこの面の上にある。
太平洋岸はほとんどが砂浜で、海岸線から数百メートル内陸に高さ10メートルになる斜面があり、その上が高館面の台地である。
上北平野は海進がきわだった時代には海の底にあり、海成段丘はそうした時代に形成された。陸化が進んだ時代には、川が谷を刻み、広げた。中間的な状況で今の平野が内湾になったり、デルタになっていた時代もある。平野の北にある小川原湖は、陸化が進んだ時代に高瀬川の谷だったところで、海進によって湾になり、南側から発達した砂嘴のせいで海と切り離され、湖になった。
海水面の上下と別に、上北平野は全体として隆起を続けてきた。古い段丘の標高が高いのはそのせいである。推定された隆起速度は年平均で最大0.3ミリメートル、あるいは0.15、0.16ミリメートルとも言われる。